# Randy Wolters
Randy Wolters (Leiden, 6 april 1990) is een Nederlands profvoetballer die bij voorkeur als aanvaller speelt.

## Carrière
Wolters begon in 1994 op vijfjarige leeftijd te voetballen bij amateurclub LVV Lugdunum uit zijn woonplaats Leiden. Van 2002 tot 2003 speelde hij een jaar in de D1 van ADO Den Haag, maar wist daar niet door te breken. Hij keerde terug naar Leiden, waar hij in de C1 van UVS terechtkwam.

### FC Utrecht
De aanvaller maakte in 2006 een seizoen door en werd gevolgd door FC Volendam en zijn vroegere werkgever ADO. Bij laatstgenoemde club legde hij in maart 2007 een stage af, maar kreeg geen contract aangeboden. Na twee wedstrijden voor FC Utrecht, tegen een districtselftal van de KNVB en het Japanse Shutoku Tokyo (waarin de Leidenaar scoorde), werd hem bij de club uit de Domstad een aanbod gedaan, dat hij op 10 april accepteerde. De linksbuiten begon in de B1, maar speelde het daaropvolgende seizoen een niveau hoger. Wolters maakte zijn debuut in de hoofdmacht in de thuiswedstrijd tegen het Limburgse VVV-Venlo. Vanwege blessures en schorsingen van een groot aantal spelers van het eerste elftal viel hij in de 46e minuut in. In de 89e minuut scoorde hij de enige treffer voor Utrecht: het werd 1-4.

### FC Emmen en FC Den Bosch
Op 31 januari 2011 liet FC Utrecht hem transfervrij vertrekken naar FC Emmen. De aanvaller ontwikkelde zich bij de Drentse club tot een vaste waarde en werd een jaar later vastgelegd door FC Den Bosch.

### VVV-Venlo
Voor het seizoen 2013/14 tekende Wolters een driejarig contract bij VVV-Venlo. Daarvan maakte hij twee jaar vol. Op 19 juni 2015 tekende hij vervolgens tot medio 2017 bij het dan net uit de Eredivisie gedegradeerde Go Ahead Eagles.

### Go Ahead Eagles
Met Go Ahead Eagles promoveerde hij in het seizoen 2015/16 weer naar de Eredivisie. Daar kwam hij echter niet tot scoren in de eerste twintig wedstrijden. Hij werd verhuurd aan ADO Den Haag, als ruildeal met Ludcinio Marengo, die juist naar Go Ahead ging. Ook bij ADO kwam hij in een halfjaar echter niet tot scoren.

### Dundee FC
Op 27-jarige leeftijd begon Wolters aan zijn eerste Europese avontuur. Hij tekende een contract voor twee jaar bij Dundee FC, waar hij aanvankelijk in de basis begon. Na zeven wedstrijden raakte hij zijn basisplaats kwijt en kwam hij helemaal niet meer aan spelen toe. In de zomer van 2018 mocht hij vertrekken.

### N.E.C.
Op 13 juli 2018 maakte N.E.C. bekend dat het Wolters voor twee seizoenen vastgelegd had. Diezelfde maand nog scheurde Wolters echter zijn kruisband. Dat stond voor een herstel van minstens zes maanden. Op 1 februari 2019 in de met 4-1 gewonnen thuiswedstrijd tegen Jong FC Utrecht mocht Wolters na lang wachten zijn debuut maken voor N.E.C. Hij viel na 79 minuten in voor Mike Trésor Ndayishimiye. Op 8 april 2019 maakte hij zijn eerste twee goals voor N.E.C. in de met 3-2 gewonnen wedstrijd tegen Helmond Sport. Medio 2020 liep zijn contract af.

### Xanthi
In oktober 2020 ging hij aan de slag bij het Griekse Xanthi FC dat uitkomt in de Super League 2. Daar liep zijn contract medio 2021 af.

### Telstar
Vanaf begin 2022 speelt Wolters weer in Nederlandse Eerste Divisie, voor SC Telstar. Hij tekende daar een contract tot het einde van het seizoen en koos voor het opmerkelijke rugnummer 66.

### Larne FC
Na aanvankelijke problemen met een visumaanvraag tekende de clubloze aanvaller uiteindelijk in maart 2023 een contract tot het einde van het seizoen bij het Noord-Ierse Larne FC.

### VV Katwijk
In de zomer van 2023 keerde Wolters terug naar Nederland en sloot daar aan bij VV Katwijk.

### Zaalvoetbal
Na één jaar verliet hij Katwijk om een overstap te maken naar het zaalvoetbal. Wolters werd in 2024 ingelijfd door zaalvoetbaleredivisionist Hovocubo/Veerhuys. Het zaalvoetbal op het hoogste niveau ging hij combineren met veldvoetbal bij zijn oude club UVS.

## Clubstatistieken
| Seizoen                            | Club            | Competitie       | Competitie | Competitie | Beker | Beker | Overig | Overig | Totaal | Totaal |
| Seizoen                            | Club            | Competitie       | Wed.       | Dlp.       | Wed.  | Dlp.  | Wed.   | Dlp.   | Wed.   | Dlp.   |
| ---------------------------------- | --------------- | ---------------- | ---------- | ---------- | ----- | ----- | ------ | ------ | ------ | ------ |
| 2007/08                            | FC Utrecht      | Eredivisie       | 7          | 1          | 0     | 0     | —      | —      | 7      | 1      |
| 2008/09                            | FC Utrecht      | Eredivisie       | 0          | 0          | 0     | 0     | —      | —      | 0      | 0      |
| 2009/10                            | FC Utrecht      | Eredivisie       | 0          | 0          | 0     | 0     | —      | —      | 0      | 0      |
| 2010/11                            | FC Utrecht      | Eredivisie       | 0          | 0          | 0     | 0     | —      | —      | 0      | 0      |
| 2010/11                            | FC Emmen        | Eerste divisie   | 12         | 1          | 0     | 0     | —      | —      | 12     | 1      |
| 2011/12                            | FC Emmen        | Eerste divisie   | 32         | 4          | 1     | 0     | —      | —      | 33     | 4      |
| 2012/13                            | FC Den Bosch    | Eerste divisie   | 30         | 7          | 4     | 0     | —      | —      | 34     | 7      |
| 2013/14                            | VVV-Venlo       | Eerste divisie   | 32         | 7          | 2     | 0     | 2      | 1      | 36     | 8      |
| 2014/15                            | VVV-Venlo       | Eerste divisie   | 35         | 6          | 3     | 0     | 4      | 1      | 42     | 7      |
| 2015/16                            | Go Ahead Eagles | Eerste divisie   | 29         | 5          | 1     | 0     | 6      | 3      | 36     | 8      |
| 2016/17                            | Go Ahead Eagles | Eredivisie       | 20         | 0          | 2     | 0     | —      | —      | 22     | 0      |
| 2016/17                            | → ADO Den Haag  | Eredivisie       | 12         | 0          | 0     | 0     | —      | —      | 12     | 0      |
| 2017/18                            | Dundee FC       | Premiership      | 7          | 0          | 1     | 0     | 8      | 0      | 16     | 0      |
| 2018/19                            | N.E.C.          | Eerste divisie   | 15         | 2          | 0     | 0     | 2      | 0      | 17     | 2      |
| 2019/20                            | N.E.C.          | Eerste divisie   | 18         | 1          | 1     | 0     | —      | —      | 19     | 1      |
| 2020/21                            | Xanthi          | Super League 2   | 13         | 0          | 0     | 0     | —      | —      | 13     | 0      |
| 2021/22                            | SC Telstar      | Eerste divisie   | 13         | 0          | 0     | 0     | —      | —      | 13     | 0      |
| 2022/23                            | Larne FC        | NIFL Premiership | 2          | 0          | 0     | 0     | —      | —      | 2      | 0      |
| 2023/24                            | VV Katwijk      | Tweede divisie   | 11         | 0          | 0     | 0     | —      | —      | 11     | 0      |
| Carrière totaal                    | Carrière totaal | Carrière totaal  | 288        | 34         | 15    | 0     | 22     | 5      | 325    | 39     |
| Bijgewerkt tot en met 6 maart 2024 |                 |                  |            |            |       |       |        |        |        |        |

## Trivia
Wolters figureerde in 2021 in de videoclip van het nummer Ik ga zwemmen van Mart Hoogkamer en in 2023 in het nummer In Spanje.